# Martin Benc
Martin Benc (* 28. února 1965) je český režisér a kameraman.

## Tvorba
Po absolvování FAMU (1991) v letech 1990 – 2007 natočil cca 50 hudebních videoklipů pro různé české i zahraniční interprety. V průběhu následujících let se začal věnovat tvorbě dokumentárních filmů, počítačové animaci, multimediální tvorbě, grafice apod. V současné době je režisérem a producentem televizních pořadů.

### Videoklipy
Ecstasy of Saint Theresa, Wohnout, Žlutý pes, Michael Kocáb, Dan Bárta, Liquid Harmony, Bratři Ebenové, Natálie Kocábová, Wanastowi Vjecy, Půlnoc, UDG, Revolution 9, Hudba Praha, O5 a Radeček a další.

### Dokumentární filmy
Natočil množství dokumentárních filmů pro ČT (Osud, Aerosmith, Cocteau Twins, Heaven 27, Kutná Hora - touha po kráse, Zapomenutá města, 10 století architektury, Bieszczady).

### TV magazíny
POINT, Biják, 60, 10 století architektury, Poprask, t-music, EXIT 316

### TV znělky
Toulavá kamera, Fokus24, Poprask, Znamení a rituály, Světci a svědci, Základy, Biblická pátrání

## Současná tvorba
Jako producent, režisér a kameraman vyrobil pro Českou televizi: cykly: Základy (16 dílů), Biblická pátrání I. (17 dílů), Biblická pátrání II. (18 dílů) a Biblická pátrání III. (16 dílů), filmy: Bieszczady, Cesty víry: Začalo to na Maninách, Dýka a kříž Petra Ministra, Historie probuzení v církvi

## Ocenění

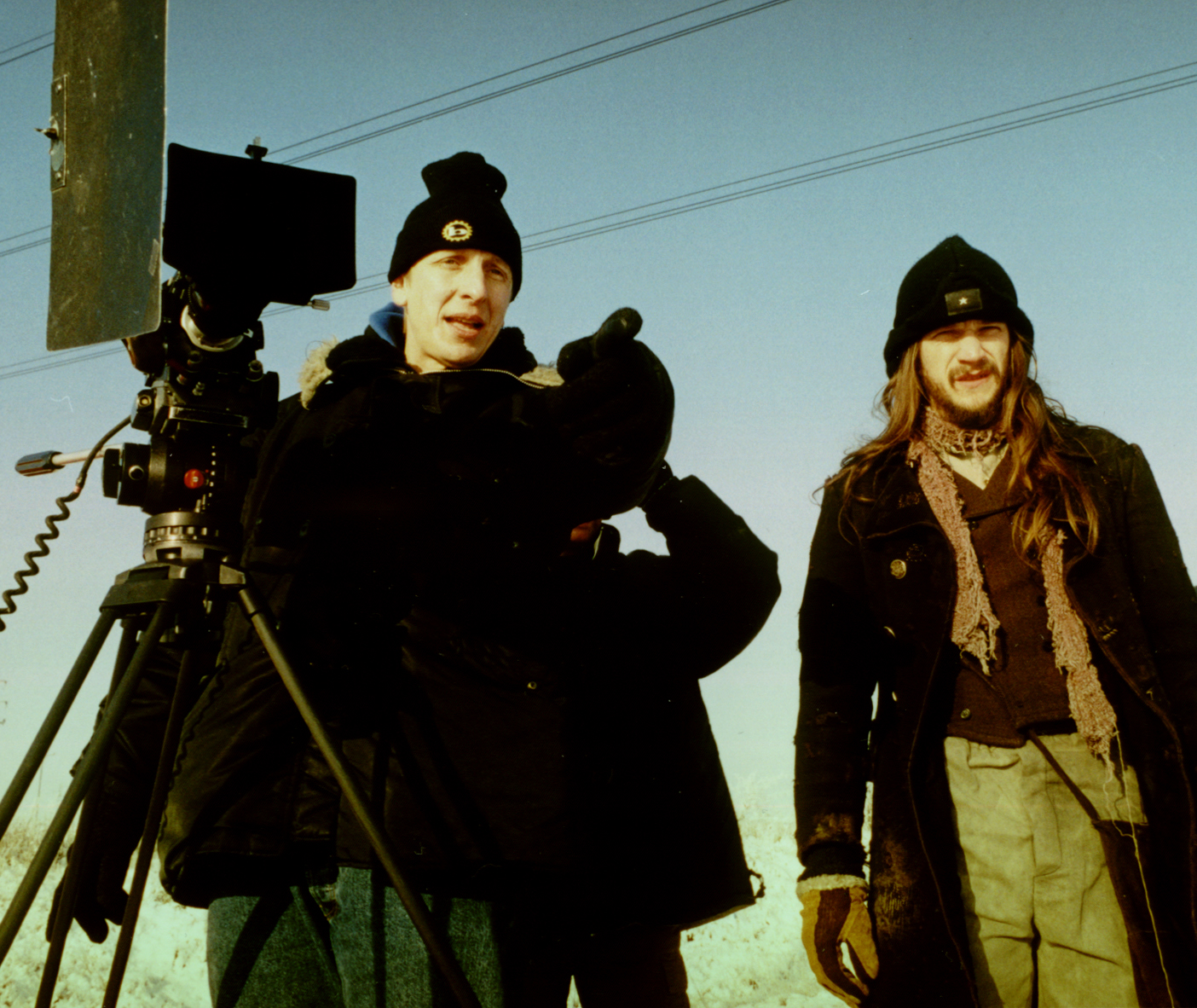
Z natáčeni videoklipu Dana Bárty

Za klip "Fluidum" (E.O.S.T.) získal ocenění MTV - The best Czech music video. Za klip pro skupinu Bratří Ebenů "Já na tom dělám, já na tom makám" získal nominaci na cenu Anděl (2002). První videoklip Wanastowi Vjecy - "Tak mi to teda nandey" natočil v roce 1990 v Paříži, klip cca půl roku na prvním místě hitparády na hudebním kanálu OK3.